# Свети Георги (Нигрита)
Вижте пояснителната страница за други значения на Свети Георги.
„Свети Георги“ (на гръцки: Αγίου Γεωργίου) е православна църква в македонското градче Нигрита, Гърция, част от Сярската и Нигритска епархия.
Църквата е забележителен пример за храмова архитектура. Изградена е в три последователни фази – първата е от XVI век, а последната от края на XVII – началото на XVIII век. Вероятно на нейно място е имало по-малък храм от късновизантийската епоха, откогато са и първите сведения за съществуването на града. При реконструкция в 2006 година на светата трапеза е открита бележка, сгъната в олтара заедно с мощи на свети Трифон и свети Пантелеймон. Бележката е от митрополит Йоаникий III Серски, който казва, че храмът е осветен от него на 3 април 1753 година, втори ден на Великден.
| „ | ἐν τῷ ᾳψνγ (1753) ἐν μινί ἀπριλίῳ γ΄ (3) ἐγκαινιάσθη οὗτος ὁ θείος καί ἱερός ναός τοῦ ἁγίου ἐνδόξου μεγαλομάρτυρος γεωργίου δι΄ ἐμοῦ τοῦ ταπεινοῦ μητροπολίτου σεῤῥῶν Ἰωαννικίου | “ |

По-късно десният олтар в църквата е посветен на света Петка. В архитектурно отношение църквата представлява трикорабна базилика с женска църква. В 1987 тодина старият нартекс е разрушен и е изграден нов. Интериорът е запазен непокътнат – има дървен иконостас и облицован таван.
Устна традиция твърди, че в края на ΧVIII – началото на XIX век е изгоряла източната част на църквата и наистина една малка част от стенописите в храма са по-стари с около век от останалите и са обгорени. В основния храм и в нартекса има стенописи от XVIII и от първата половина на XIX век. Стенописите от XVIII век са от неизвестен автор, според устната традиция монах, който ги изрисувал само срещу подслон и храна. Стенописите от XIX век са дело на известния в Македония, Епир и Албания Михаил Анагност от Самарина и тайфата му. За съжаление по-късно са променяни от некадърни зографи.
От 1922 до 1935 година храмът е катедрален на Нигритска епархия.
В 1990 година храмът е обявен за защитен паметник на културата.
Към енорията принадлежат и параклисите „Свети Никита Готски“, построен в 1954 година на мястото в източната част на града, където на 14 септември 1944 година германците събират цялото мъжко население на града, но не го разстрелват, според местните след намеса на свети Никита; и „Света Параскева“, малка трикорабна базилика в западната част на града, построена в 1974 година; „Свети Тома“, построен през 80-те години на мястото на старо поклонническо място на хълм на юг от града; „Свети Дионисий Олимпийски и Свети Тома“, построен в началото на 90-те години на XX век; „Света Богородица Елеуса“, построен в 2008 година на южната стена на „Свети Георги“.